# Кансинос-Ассенс, Рафаэль
Рафаэ́ль Канси́нос-Ассе́нс (исп. Rafael Cansinos Assens, 24 ноября 1882, Севилья — 6 июля 1964, Мадрид) — испанский писатель и переводчик.

## Биография
Из бедной семьи, среди его родственников по отцовской линии — Рита Хейворт (собственно Маргарита Кармен Кансино). Мать — набожная католичка, по отцу — потомок сефардов. С 15-ти лет жил в Мадриде. Отличался феноменальной способностью к языкам. В начале XX в. присоединился к испанскому модернизму, печатался в мадридских журналах, посещал литературные кафе, вошёл в столичную богему. Был знаком с Р. Дарио, Р. М. дель Валье-Инкланом, Х. Р. Хименесом, Антонио Мачадо, Р. Гомесом де ла Серна и др. После 1914 возглавил авангардные поиски испанских и латиноамериканских писателей, стал одним из основателей ультраизма. Издавал журнал Сервантес, печатался в журналах авангарда Греция, Урна и др. Познакомился с Максом Нордау, Уолдо Фрэнком, переписывался с Пьером Реверди, сблизился с Висенте Уидобро, Гильермо де Торре, Хорхе Луисом Борхесом, который с тех пор считал его литературным наставником.
После победы франкизма до конца жизни был во внутренней эмиграции, печатался в Латинской Америке, подвергался преследованиям цензуры: ему были запрещены выступления в печати, переводы выходили без указания его имени. После смерти писателя некролог появился лишь в одном испанском издании — мадридской газете ABC, за его гробом шли семь человек.

## Творчество
Дебютировал как поэт книгой псалмов «Семисвещник» (1914). Был известен прежде всего экспериментальной прозой, эссеистикой и переводами: перевёл сочинения Лукиана, Юлиана Отступника, Коран, Сказки тысячи и одной ночи, средневековых персидских поэтов, древнюю и новую еврейскую словесность («Сокровища Талмуда», 1919, и др.), русских писателей (Тургенева, Достоевского, Льва Толстого, Максима Горького, Леонида Андреева), Гёте, Шиллера, Бальзака, Барбе д'Оревильи, Шпиттелера, Пиранделло, Г. Деледду, О. Уайльда, Голсуорси, Г. Уэллса, Р. Тагора и многих других.
В романах и эссе уделял большое внимание эротической теме, что для испанского католического традиционализма выглядело скандальным, однако эротика входила в арсенал непременных эстетических средств модернизма и авангарда.

## Посмертная судьба
После смерти Кансиноса-Ассенса была опубликована его новаторская книга-коллаж «Роман одного литератора», включившая фрагменты дневников и мемуаров многих лет, и роман «Богема». С 2005 года в Национальной библиотеке Испании действует Фонд-архив Рафаля Кансиноса-Ассенса. В 2006 году издательство «Ковчег» начало систематическую публикацию огромного литературного наследия писателя.

## Избранные произведения

### Поэзия
- El candelabro de los siete brazos (Psalmos) (1914)

### Романы
- La encantadora (1916)
- El eterno milagro (1918)
- La madona del carrusel (1920)
- El movimiento V.P. (1920)
- En la tierra florida (1920)
- La huelga de los poetas (1921)
- La señorita Perséfone (1923)
- Las luminarias de Hanukah (1924)
- La novela de un literato: hombres, ideas, efemérides, anécdotas (1982, переизд. 1996, 2005, 2007)
- Bohemia: novela póstuma (2002)

### Эссе
- Estética y erotismo de la pena de muerte; Estética y erotismo de la guerra (1916)
- El divino fracaso (1918)
- Poetas y prosistas del novecientos (España y América) (1918)
- España y los judíos españoles (1920)
- Salomé en la literatura (1920)
- Ética y estética de los sexos (1921)
- Los temas literarios y su interpretación (1924)
- Los valores eróticos en las religiones: De Eros a Cristo (1925)
- Los valores eróticos en las religiones: El amor en el Cantar de los Cantares (1930)
- Evolución de los temas literarios (La copla andaluza.--Toledo en la novela.--Las novelas de la torería.--El mito de don Juan)  (1936)
- Los judíos en la literatura española (1937)
- Mahoma y el Korán (1954)

### Переписка
- Correspondencia Rafael Cansinos Assens, Guillermo de Torre: 1916—1955. Madrid: Iberoamericana, 2004

### Сводные издания
- Obra crítica. 2 vol. Seville: Diputación de Sevilla, 1998

## Признание
Премия Испанской Королевской академии за литературную критику (1925).